# Hakkafot

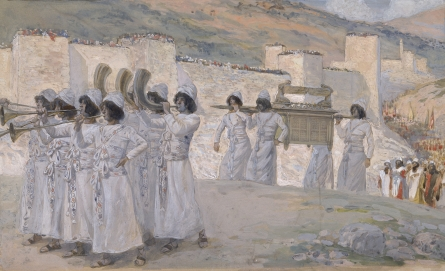
Die sieben „Posaunen“ vor Jericho, James Tissot, ca. 1900, Jewish Museum, New York

Als Hakkafot oder Hakafot (hebräisch הַקָפוֹת, deutsch „Umzüge“, Singular Hakafah) werden in der jüdischen Liturgie und im jüdischen Brauchtum zeremonielle Umgänge bezeichnet. Den Hakkafot gemeinsam ist die in der jüdischen Tradition mystische Zahl sieben sowie ein „magischer Kreis“. Am besten bekannt sind die im Buch Josua geschilderten mehrmaligen Umkreisungen der Stadt Jericho durch die Israeliten unter Posaunenklängen als kriegerische Handlung und die seit dem Mittelalter stattfindenden Hakkafot mit den Torarollen am Torafreudenfest Simchat Tora.

## Hebräische Bibel
In der hebräischen Bibel werden im Buch Josua () Hakkafot als kriegerisches Ereignis geschildert. In der biblischen Darstellung umschritten die aus Ägypten ausgewanderten Israeliten mit der Bundeslade während sechs Tagen je einmal, am siebten Tag dagegen siebenmal die von einer Mauer umgebene Stadt Jericho, bliesen nach Kräften ins Widderhorn und brachten die Mauern zum Einstürzen, was ihnen die Eroberung der Stadt ermöglichte.

## Mischna
Die Mischna (Sukka 3,12) erwähnt zeremonielle Umgänge mit Zweigen und Früchten, dem Lulav, um den Altar im Jerusalemer Tempel während der sieben Tage des Wallfahrtsfestes Sukkot.

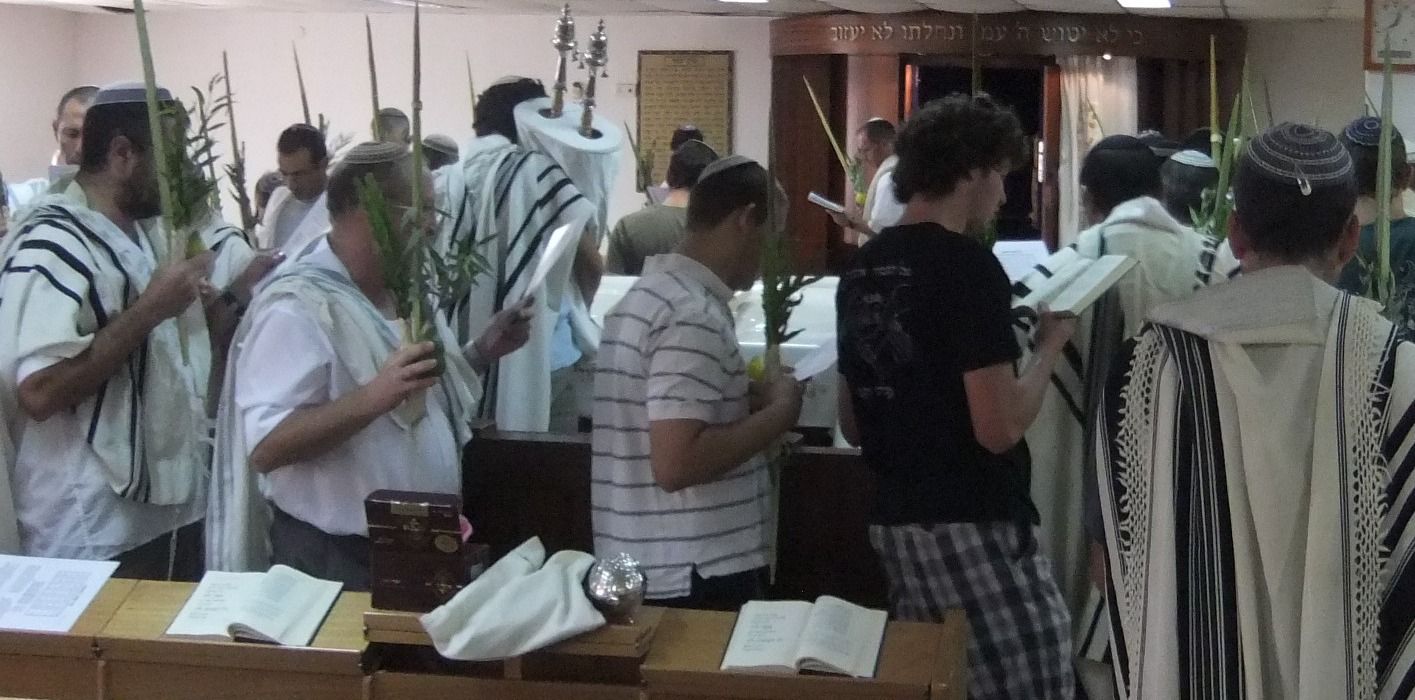
Hakkafot an Hoschana Rabba.

## Liturgie
Obwohl die Hakkafot während des Sukkotfestes für die Zeit nach der Zerstörung des Zweiten Tempels nicht belegt sind, haben sie sich in der Sukkotliturgie erhalten. An den ersten sechs Tagen des Festes findet, außer am Sabbat, in der Synagoge während des Vormittagsgottesdienstes jeweils ein Umgang mit Lulav und Etrog um das Vorlesepult, den Almemor statt, an Hoschana Rabba, dem siebten und letzten Tag des Festes, wird die Prozession sieben Mal wiederholt.
Seit dem Mittelalter finden am Torafreudenfest Simchat Tora, das in Israel und in Reformgemeinden auf den Tag nach Sukkot, Schemini Azeret, in den restlichen jüdischen Gemeinden auf den Tag danach fällt, Hakkafot statt, meist sowohl während des Abend- wie des Morgengebets. Bei dieser Gelegenheit werden alle Torarollen aus dem Toraschrein geholt und in einer Prozession siebenmal um den Almemor bzw. durch die Synagoge getragen. Viele religiöse Juden aller Denominationen, besonders jedoch die chassidischen, verlängern diese Prozession nach Möglichkeit und tanzen mit den Torarollen. In orthodoxen Gemeinden beteiligen sich nur die Männer an den Hakkafot, in zahlreichen konservativen und liberalen und in allen rekonstruktionistischen und Reformgemeinden nehmen Frauen und Männer gemeinsam an den Hakkafot teil.
Siebenmalige Hakkafot werden auch bei der Einweihung von Synagogen und jüdischen Friedhöfen durchgeführt.

## Brauchtum
Beerdigungshakkafot
Sephardische, chassidische und jemenitische Juden kennen den Brauch von Beerdigungshakkafot, bei denen die Trauernden sieben Mal um die Totenbahre schreiten, bevor der Tote begraben wird.
Hochzeitshakkafot
In vielen jüdischen Gemeinden ist es Brauch, dass die Braut während der Trauungszeremonie siebenmal, manchmal auch nur dreimal, den Bräutigam umkreist.

## Gemeinsamkeit
Den Hakkafot in Liturgie und Brauchtum gemeinsam ist, dass sie die mystische Zahl sieben enthalten und mit ihnen ein „magischer“ Kreis gezogen wird. Im Brauchtum dürfte damit ein Fernhalten von „bösen Geistern“ intendiert sein.